# 東川副村
東川副村（ひがしかわそえむら）は、佐賀県佐賀郡にあった村。現在の佐賀市の一部にあたる。

## 地理
佐賀平野の東南部に位置していた。
- 河川：佐賀江川、筑後川[2]

## 歴史
- 1889年（明治22年）4月1日、町村制の施行により、佐賀郡徳富村、大堂村、諸富村が合併して村制施行し、東川副村が発足[1][2]。旧村名を継承した徳富、大堂、諸富の3大字を編成[2]。
- 1899年（明治32年）東川副村農会設立[2]
- 1909年（明治42年）東川副青年会設立[2]。1927年（昭和2年）東川副村青年団に改称[2]。
- 1917年（大正6年）東川副処女会設立[2]
- 1934年（昭和9年）東川副村産業組合青年連盟設立[2]
- 1955年（昭和30年）3月1日、佐賀郡新北村と合併し、町制施行し諸富町を新設して廃止[1][2]。

### 地名の由来
川副郷内の東部を占めることから。

## 産業
- 農業[2]